# Draba lunkii
Draba lunkii là một loài thực vật có hoa trong họ Cải. Loài này được V.I.Dorof. mô tả khoa học đầu tiên năm 1996.